# 野々村文宏
野々村 文宏（ののむら ふみひろ、1961年 - ）は、日本の美術評論家、メディア論研究者、和光大学表現学部芸術学科准教授。愛知県出身。
中森明夫・田口賢司らとともに「新人類」というくくりで1980年代初頭の注目を浴びる。3人の共著、週刊本28号『卒業 Kyon2に向かって』（朝日出版社）は当時話題となった。

## プロフィール
実家は元瀬戸物の卸し業。少年時代は小児喘息を患う。そのため、高校を中退。
音楽少年でもあり、ソロ・ユニット「パーフェクト・マザー」で、阿木譲の自主制作レーベル「ヴァニティ」からシングル・レコードをリリース。また、同じく「ヴァニティ」で「Tolerance」というユニットで活動していた丹下順子と、1979年に「アナザー・ヴォイス」を結成し、渋谷のニューウェーブ喫茶店「ナイロン100%」でライブを行った。
1980年創刊のニューウェーブ雑誌『HEAVEN』（アリス出版）で初代編集長の高杉弾が脱退したため、新編集長となった山崎春美のもとで副編集長をつとめ、やはり編集者だった香山リカらと知り合う。なお、山崎がリーダーのバンド「TACO」のファースト・アルバムには「ナレーター」として参加している。
コンピュータについても少年時代から熱中しており、1981年には、アスキー出版の別冊ログイン編集部に契約編集者として所属。ゲーム雑誌『ログイン』の編集者時代は、雷門ビデ坊の筆名で、「ビデオゲーム通信」などのコーナーを担当する。当時、ゲーム攻略本の同人誌「ゲームフリーク」を作っていた田尻智を発掘し起用した。また当時ミニコミ誌「東京おとなくらぶ」の編集長だった遠藤諭をアスキーに紹介。
1984年よりフリー。以後、ディジタルメディア、音楽、美術、建築などの評論に携わる。
1996年に任天堂より発売されたゲームボーイ用ソフト『ポケットモンスター赤・緑・青』のシナリオに関わる。
2000年より和光大学表現文化学科の専任教員。2007年、同大芸術学科准教授。

## 著書
- 『新人類の主張』（駸々堂出版）1985年

### 翻訳
- ノーム・チョムスキー『知識人の責任』清水知子,浅見克彦共訳（青弓社）2006年